# 新流星搜劍錄
《新流星搜劍錄》是《流星蝴蝶劍.net》製作人“流星之父”蔡浚松於2011年加盟空中網，並進行新作《新流星搜劍錄》的研發，新作《新流星搜劍錄》是基於《流星蝴蝶劍.net》之上而研發及繼承《流星OL》的意志，保留了原有特色玩法的同時，強化了遊戲畫面和打擊效果，另外還加入了一些競技遊戲的元素，如匹配系統等。
该游戏的steam版本已经于2020年3月12日停止服务器运行,于2020年8月14日由创天互娱接手,并于2022年1月19日再次停运。

## 外部連結
Steam商店 （页面存档备份，存于）